# ユナイテッド・アース
特定非営利活動法人ユナイテッド・アース（とくていひえいりかつどうほうじんゆないてっどあーす）は、「一人ひとりが幸せを実感できる希望あふれる社会」の実現を目指す日本の非営利団体。2006年（平成18年）10月6日に特定非営利活動法人神戸国際ハーモニーアイズ協会として法人格を取得。2016年3月に特定非営利活動法人ユナイテッド・アースに名称変更した。理事長は渕上智信。

## 概要・沿革
- 2002年（平成14年）9月 - 中国涼山里親支援プロジェクトとして、渕上智信が中国四川省涼山地域に住む子どもたちへの自立支援活動を開始[2]。
- 2006年（平成18年）10月 - インターネットと映像を活用し、社会問題の解決に向けた市民の実践活動を継続的・発展的に展開していくため、非営利活動法人の法人格を取得した。同年11月には理事長の渕上智信が国連本部「コモン・ヒューマニティ会議」に出席。映像とインターネットを活用し社会貢献活動を推進するハーモニーアイズ構想を発表[3]。
- 2007年（平成19年）2月 - 社会貢献専門のドキュメンタリーを配信するサイト「ワッジュ」を開設。（現在はYoutube上のUNITED EARTHチャンネルに移行）[4]。「神戸新聞」に記事掲載[5]。同年9月、英語版「ワッジュ」を開設（2016年6月サービス終了）週間NY生活 2007年9月22日版に掲載[6]。
- 2009年（平成21年）8月 - 広島・長崎平和記念日の8月6日から終戦記念日の8月15日までの期間開催される“ピースなアクション”を22万人に呼びかける新しい草の根社会貢献ムーブメント＜-絆-Kizuna Peace Week～22万人のピースアクション宣言!～＞に連動したチャリティ・アルバム『Catch the Peace!-絆-』を、8月6日にリリース[7]。
- 2010年（平成22年）1月 - 世代や分野を越えた市民の連携を通して、様々な社会問題の解決に取り組むため、社会貢献共同体ユナイテッド・アースを始動。株式会社スタジオアルタと提携し、「ユナイテッドアース@スタジオアルタ」を開催。同年7月、カルチュア・コンビニエンス・クラブ株式会社と提携し、コーズブランドDVD「人生の役割に出会う!そして、世界が変わる!」を全国のTSUTAYAでレンタル開始。同年10月には大阪万博公園にて社会貢献フェスティバル「ユナイテッド・アースフェスティバル」を開催。2日間で5000名を集めた。また、同年11月からは全国5000人から集めた直筆の平和を願うメッセージを111メートルのレインボーフラッグにつなぎ合わせ、全国で掲げる活動を開始。11月には広島で掲げ、翌2011年1月には神戸、2月には長崎、3月には宮城で掲げた[8]。
- 2011年（平成23年）3月 - 東日本大震災復興支援活動として、「絆の支援プロジェクト～チーム絆～」を結成し、「南三陸町復興応援プロジェクト」を展開[9]。宮城県南三陸町と宮城県登米市に拠点を置き支援活動を展開する[10]。
- 2010年1月以降 - 「社会貢献共同体ユナイテッド・アース」の事務局を主業務として活動。
- 2011年3月の東日本大震災発生以降は、宮城県を中心に震災支援活動を開始し、国内外から集まった延べ2万5000人以上のボランティアや団体、企業と共働し、被災地の復興と新しい社会モデルの構築に向けて活動を展開しています。[11]。
- 2013年4月より、次世代の社会起業家育成への取り組みとして、ソーシャルアントレプレナー実践学 「世界に希望をふやす授業」を天理大学にて開講。
- 2013年11月より同志社大学にて関西の学校に通う学生を対象としたソーシャルアントレプレナー実践学 ＜学生コース＞、＜社会人コース＞を開講[12]。
- 2016年（平成28年）4月 - 熊本地震復興支援活動として、熊本県阿蘇市に拠点を置き「熊本地震復興応援プロジェクト」を実施。[13]。
- 2017年（平成29年）7月-九州北部豪雨災害支援活動として、福岡県朝倉市に拠点を置き、災害復興支援活動を実施[14]。
- 2018年（平成30年）7月-西日本豪雨災害支援活動として愛媛県宇和島市に拠点を置き、災害復興支援活動を実施[15]。
- 2019年（令和元年）10月-台風19号支援活動として、栃木県鹿沼市に拠点を置き、災害復興支援活動を実施[16]。
- 2020年　新型コロナ流行を機に「生活を送るうえで困難な状況にあるご家庭」への支援活動として「ひとり親家庭支援プロジェクト」を開始[17]。
- 2024年 (令和6年)　能登半島地震支援活動として、石川県七尾市に拠点を置き、災害復興支援活動を実施